# Gran Premio motociclistico del Brasile 2002
Il Gran Premio motociclistico di Rio 2002 corso il 21 settembre, è stato il dodicesimo Gran Premio della stagione 2002 e ha visto vincere la Honda di Valentino Rossi in MotoGP, Sebastián Porto nella classe 250 e Masao Azuma nella classe 125.
Al termine del Gran Premio Valentino Rossi ottiene matematicamente il primo titolo mondiale della MotoGP. Per il pilota argentino Sebastián Porto si tratta della prima vittoria nel motomondiale.

## MotoGP

### Arrivati al traguardo
| Pos. | Nº | Pilota                   | Squadra                    | Motocicletta   | Giri | Tempo     | Griglia | Punti |
| ---- | -- | ------------------------ | -------------------------- | -------------- | ---- | --------- | ------- | ----- |
| 1º   | 46 | Valentino Rossi          | Repsol Honda               | Honda RC211V   | 24   | 49:09.516 | 2       | 25    |
| 2º   | 3  | Max Biaggi               | Marlboro Yamaha            | Yamaha YZR-M1  | 24   | +1.674    | 1       | 20    |
| 3º   | 10 | Kenny Roberts Jr         | Telefonica Movistar Suzuki | Suzuki GSV-R   | 24   | +18.764   | 16      | 16    |
| 4º   | 4  | Alex Barros              | West Honda Pons            | Honda NSR 500  | 24   | +24.759   | 15      | 13    |
| 5º   | 65 | Loris Capirossi          | West Honda Pons            | Honda NSR 500  | 24   | +32.354   | 12      | 11    |
| 6º   | 6  | Norick Abe               | Antena 3 Yamaha d'Antín    | Yamaha YZR 500 | 24   | +34.360   | 11      | 10    |
| 7º   | 19 | Olivier Jacque           | Gauloises Yamaha Tech 3    | Yamaha YZR 500 | 24   | +44.250   | 7       | 9     |
| 8º   | 15 | Sete Gibernau            | Telefonica Movistar Suzuki | Suzuki GSV-R   | 24   | +57.150   | 18      | 8     |
| 9º   | 17 | Jurgen van den Goorbergh | Kanemoto Racing            | Honda NSR 500  | 24   | +1:09.987 | 8       | 7     |
| 10º  | 8  | Garry McCoy              | Red Bull Yamaha WCM        | Yamaha YZR 500 | 24   | +1:17.611 | 4       | 6     |
| 11º  | 30 | José Luis Cardoso        | Antena 3 Yamaha d'Antín    | Yamaha YZR 500 | 24   | +1:20.837 | 20      | 5     |
| 12º  | 9  | Nobuatsu Aoki            | Proton Team KR             | Proton KR3     | 24   | +1:50.774 | 10      | 4     |
| 13º  | 31 | Tetsuya Harada           | Pramac Honda Racing        | Honda NSR 500  | 23   | +1 giro   | 19      | 3     |
| 14º  | 21 | John Hopkins             | Red Bull Yamaha WCM        | Yamaha YZR 500 | 23   | +1 giro   | 14      | 2     |

### Ritirati
| Nº | Pilota            | Squadra                 | Motocicletta    | Giri | Griglia |
| -- | ----------------- | ----------------------- | --------------- | ---- | ------- |
| 55 | Régis Laconi      | MS Aprilia Racing       | Aprilia RS Cube | 22   | 17      |
| 7  | Carlos Checa      | Marlboro Yamaha         | Yamaha YZR-M1   | 16   | 5       |
| 99 | Jeremy McWilliams | Proton Team KR          | Proton KR3      | 4    | 3       |
| 56 | Shin'ya Nakano    | Gauloises Yamaha Tech 3 | Yamaha YZR 500  | 3    | 13      |
| 11 | Tōru Ukawa        | Repsol Honda            | Honda RC211V    | 1    | 9       |
| 74 | Daijirō Katō      | Fortuna Honda Gresini   | Honda RC211V    | 0    | 6       |

## Classe 250

### Arrivati al traguardo
| Pos. | Nº | Pilota          | Squadra                        | Motocicletta | Giri | Tempo     | Griglia | Punti |
| ---- | -- | --------------- | ------------------------------ | ------------ | ---- | --------- | ------- | ----- |
| 1º   | 9  | Sebastián Porto | Petronas Sprinta Yamaha TVK    | Yamaha       | 22   | 47:01.307 | 2       | 25    |
| 2º   | 4  | Roberto Rolfo   | Fortuna Honda Gresini          | Honda        | 22   | +14.114   | 9       | 20    |
| 3º   | 21 | Franco Battaini | Imola Circuit Exalt Cycle Race | Aprilia      | 22   | +15.812   | 10      | 16    |
| 4º   | 3  | Marco Melandri  | MS Aprilia Racing              | Aprilia      | 22   | +26.998   | 4       | 13    |
| 5º   | 24 | Toni Elías      | Telefonica Movistar-Repsol     | Aprilia      | 22   | +29.533   | 3       | 11    |
| 6º   | 27 | Casey Stoner    | Safilo Oxydo Race LCR          | Aprilia      | 22   | +31.868   | 12      | 10    |
| 7º   | 7  | Emilio Alzamora | Fortuna Honda Gresini          | Honda        | 22   | +45.373   | 11      | 9     |
| 8º   | 8  | Naoki Matsudo   | Dark Dog Yamaha Kurz           | Yamaha       | 22   | +1:11.324 | 7       | 8     |
| 9º   | 18 | Shahrol Yuzy    | Petronas Sprinta Yamaha TVK    | Yamaha       | 22   | +1:13.787 | 13      | 7     |
| 10º  | 19 | Leon Haslam     | Cibertel Honda BQR             | Honda        | 22   | +1:15.478 | 17      | 6     |
| 11º  | 13 | Jaroslav Huleš  | Dark Dog Yamaha Kurz           | Yamaha       | 22   | +1:16.715 | 14      | 5     |
| 12º  | 42 | David Checa     | Safilo Oxydo Race LCR          | Aprilia      | 22   | +1:50.844 | 18      | 4     |
| 13º  | 36 | Erwan Nigon     | Equipe de France - Scrab GP    | Aprilia      | 22   | +1:58.717 | 15      | 3     |
| 14º  | 28 | Dirk Heidolf    | Aprilia Germany                | Aprilia      | 22   | +2:12.040 | 24      | 2     |
| 15º  | 96 | Jakub Smrž      | DeGraaf Grand Prix             | Honda        | 21   | +1 giro   | 23      | 1     |
| 16º  | 22 | Raúl Jara       | RFME Equipo Nacional           | Aprilia      | 21   | +1 giro   | 25      |       |
| 17º  | 32 | Héctor Faubel   | RFME Equipo Nacional           | Aprilia      | 21   | +1 giro   | 22      |       |

### Ritirati
| Nº | Pilota            | Squadra                     | Motocicletta | Giri | Griglia |
| -- | ----------------- | --------------------------- | ------------ | ---- | ------- |
| 10 | Fonsi Nieto       | Telefonica Movistar-Repsol  | Aprilia      | 15   | 5       |
| 17 | Randy de Puniet   | Campetella Racing           | Aprilia      | 14   | 1       |
| 51 | Hugo Marchand     | Equipe de France - Scrab GP | Aprilia      | 14   | 20      |
| 6  | Alex Debón        | Campetella Racing           | Aprilia      | 12   | 8       |
| 15 | Roberto Locatelli | Motoracing                  | Aprilia      | 12   | 6       |
| 12 | Jason Vincent     | Cibertel Honda BQR          | Honda        | 4    | 16      |
| 34 | Eric Bataille     | Cibertel Honda BQR          | Honda        | 1    | 21      |
| 11 | Haruchika Aoki    | DeGraaf Grand Prix          | Honda        | 1    | 19      |

## Classe 125

### Arrivati al traguardo
| Pos. | Nº | Pilota            | Squadra                        | Motocicletta | Giri | Tempo     | Griglia | Punti |
| ---- | -- | ----------------- | ------------------------------ | ------------ | ---- | --------- | ------- | ----- |
| 1º   | 5  | Masao Azuma       | Tribe by Breil                 | Honda        | 21   | 46:28.675 | 18      | 25    |
| 2º   | 21 | Arnaud Vincent    | Imola Circuit Exalt Cycle Race | Aprilia      | 21   | +1.705    | 2       | 20    |
| 3º   | 1  | Manuel Poggiali   | Gilera Racing                  | Gilera       | 21   | +1.760    | 1       | 16    |
| 4º   | 8  | Gábor Talmácsi    | PEV Moto ADAC Sachsen          | Honda        | 21   | +9.177    | 3       | 13    |
| 5º   | 22 | Pablo Nieto       | Master-Aspar                   | Aprilia      | 21   | +26.596   | 7       | 11    |
| 6º   | 7  | Stefano Perugini  | Italjet Racing Service         | Italjet      | 21   | +32.745   | 19      | 10    |
| 7º   | 48 | Jorge Lorenzo     | Caja Madrid Derbi Racing       | Derbi        | 21   | +34.150   | 14      | 9     |
| 8º   | 36 | Mika Kallio       | Red Devil Honda                | Honda        | 21   | +34.488   | 9       | 8     |
| 9º   | 12 | Klaus Nöhles      | PEV Moto ADAC Sachsen          | Honda        | 21   | +36.641   | 21      | 7     |
| 10º  | 4  | Lucio Cecchinello | Safilo Oxydo Race LCR          | Aprilia      | 21   | +40.381   | 5       | 6     |
| 11º  | 15 | Alex De Angelis   | Safilo Oxydo Race LCR          | Aprilia      | 21   | +40.615   | 4       | 5     |
| 12º  | 23 | Gino Borsoi       | UGT 3000 - Abruzzo             | Aprilia      | 21   | +41.428   | 11      | 4     |
| 13º  | 34 | Andrea Dovizioso  | Scot Racing                    | Honda        | 21   | +41.608   | 17      | 3     |
| 14º  | 16 | Simone Sanna      | Motoracing                     | Aprilia      | 21   | +41.630   | 15      | 2     |
| 15º  | 80 | Héctor Barberá    | Master-Aspar                   | Aprilia      | 21   | +45.147   | 10      | 1     |
| 16º  | 50 | Andrea Ballerini  | Bossini Sterilgarda Racing     | Aprilia      | 21   | +49.885   | 23      |       |
| 17º  | 33 | Stefano Bianco    | Bossini Sterilgarda Racing     | Aprilia      | 21   | +57.060   | 20      |       |
| 18º  | 17 | Steve Jenkner     | UGT 3000 - Abruzzo             | Aprilia      | 21   | +1:13.948 | 6       |       |
| 19º  | 42 | Christian Pistoni | Italjet Racing Service         | Italjet      | 21   | +1:14.061 | 30      |       |
| 20º  | 6  | Mirko Giansanti   | Scot Racing                    | Honda        | 21   | +1:17.495 | 13      |       |
| 21º  | 37 | Marco Simoncelli  | CWF - Matteoni Racing          | Aprilia      | 21   | +1:23.540 | 25      |       |
| 22º  | 25 | Joan Olivé        | Telefonica Movistar jnr        | Honda        | 21   | +1:24.059 | 16      |       |
| 23º  | 84 | Michel Fabrizio   | Team Italia                    | Gilera       | 21   | +1:26.189 | 26      |       |
| 24º  | 77 | Thomas Lüthi      | Elit Grand Prix                | Honda        | 21   | +1:29.225 | 24      |       |
| 25º  | 9  | Noboru Ueda       | Semprucci Angaia Racing        | Honda        | 21   | +1:32.402 | 22      |       |
| 26º  | 72 | Dario Giuseppetti | FCC - TSR                      | Honda        | 21   | +1:45.091 | 31      |       |
| 27º  | 31 | Mattia Angeloni   | Team Italia                    | Gilera       | 21   | +1:52.619 | 29      |       |
| 28º  | 20 | Imre Tóth         | Semprucci Angaia Racing        | Honda        | 21   | +2:01.551 | 27      |       |
| 29º  | 57 | Chaz Davies       | CWF - Matteoni Racing          | Aprilia      | 21   | +2:04.263 | 28      |       |

### Ritirati
| Nº | Pilota         | Squadra                  | Motocicletta | Giri | Griglia |
| -- | -------------- | ------------------------ | ------------ | ---- | ------- |
| 41 | Yōichi Ui      | Caja Madrid Derbi Racing | Derbi        | 12   | 12      |
| 26 | Daniel Pedrosa | Telefonica Movistar jnr  | Honda        | 2    | 8       |
| 19 | Alex Baldolini | UGT 3000 - Abruzzo       | Aprilia      | 1    | 32      |